# 頭維穴
頭維穴是属于足陽明胃經的腧穴。

## 定位
顳部，額角髮際上0.5寸，頭正中線旁4.5寸。

## 主治
頭痛、眼部疾病如目眩、目痛、視物不明等。

## 操作
向後平刺0.5～1寸；不宜灸。